# Maculileiopus
Maculileiopus is een kevergeslacht uit de familie van de boktorren (Cerambycidae). De wetenschappelijke naam van het geslacht werd voor het eerst geldig gepubliceerd in 1958 door Breuning.

## Soorten
Maculileiopus omvat de volgende soorten:
- Maculileiopus kalshoveni Breuning, 1957
- Maculileiopus maculipennis Breuning, 1958